# Tales of
Tales of (テイルズ オブ?, Teiruzu obu) è una delle più conosciute serie di videogiochi di ruolo giapponesi, ed è pubblicata da Namco (adesso Bandai Namco Games). Composta da oltre 20 titoli principali, conta anche molti spin-off e avventure particolari in cui compaiono assieme i protagonisti di molti titoli come la serie dei Tales of the World, o il picchiaduro Tales of VS..

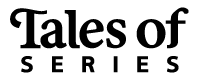
Il logo della serie. Ogni capitolo della serie utilizza un proprio font

Ebbe inizio nel 1995, con Tales of Phantasia.

## Titoli della serie
| Titoli principali                         | Pubblicazioni                                                                  |
| ----------------------------------------- | ------------------------------------------------------------------------------ |
| Tales of Phantasia                        | (SNES JP 1995)                                                                 |
| Tales of Destiny                          | (PS JP 1997, NA 1998)                                                          |
| Tales of Phantasia (remake)               | (PS JP 1998) (GBA JP 2003, NA-EU 2006) (PSP JP 2006)                           |
| Tales of Eternia                          | (PS JP 2000, NA 2001) (PSP JP 2005, EU 2006)                                   |
| Tales of Destiny 2                        | (PS2 JP 2002) (PSP JP 2007)                                                    |
| Tales of Symphonia                        | (GameCube JP 2003, NA-EU 2004) (PS2 JP 2004) (PC JP-NA-EU 2016)                |
| Tales of Rebirth                          | (PS2 JP 2004) (PSP JP 2008)                                                    |
| Tales of Legendia                         | (PS2 JP 2005, NA 2006)                                                         |
| Tales of the Abyss                        | (PS2 JP 2005, NA 2006) (3DS JP-EU 2011, NA 2012)                               |
| Tales of Destiny (remake)                 | (PS2 JP 2006)                                                                  |
| Tales of Innocence                        | (DS JP 2007)                                                                   |
| Tales of Innocence R                      | (PS Vita JP 2012)                                                              |
| Tales of Symphonia: Dawn of the New World | (Wii JP-NA 2008, EU 2009)                                                      |
| Tales of Vesperia                         | (Xbox 360 JP-NA 2008, EU 2009) (PS3 JP 2009)                                   |
| Tales of Hearts                           | (DS JP 2008)                                                                   |
| Tales of Hearts R                         | (PS Vita JP 2013, NA-EU 2014)                                                  |
| Tales of Graces                           | (Wii JP 2009)                                                                  |
| Tales of Graces F                         | (PS3 JP 2010, NA-EU 2012) (versione ampliata di Tales of Graces per Wii)       |
| Tales of Xillia                           | (PS3 JP 2011, NA-EU 2013)                                                      |
| Tales of Xillia 2                         | (PS3 JP 2012, NA-EU 2014)                                                      |
| Tales of Zestiria                         | (PS3, PS4, PC JP-NA-EU 2015)                                                   |
| Tales of Berseria                         | (PS3 PS4 JP 2016, PS3 PS4 PC NA-EU 2017)                                       |
| Tales of Vesperia: Definitive Edition     | (PS4, Xbox One, NS, PC JP-NA-EU 2019) (versione ampliata di Tales of Vesperia) |
| Tales of Arise                            | (PS4, PS5, Xbox One, Xbox Series X, PC 2021)                                   |

| Serie Tales of the World                | Pubblicazioni             |
| --------------------------------------- | ------------------------- |
| Tales of Phantasia: Narikiri Dungeon    | (GBC JP 2000)             |
| Tales of the World: Narikiri Dungeon 2  | (GBA JP 2002)             |
| Tales of the World: Summoner's Lineage  | (GBA JP 2003)             |
| Tales of the World: Narikiri Dungeon 3  | (GBA JP 2005)             |
| Tales of the World: Radiant Mythology   | (PSP JP 2006, NA-EU 2007) |
| Tales of the World: Radiant Mythology 2 | (PSP JP 2009)             |
| Tales of the World: Radiant Mythology 3 | (PSP JP 2011)             |

| Altri titoli                    | Pubblicazioni                       |
| ------------------------------- | ----------------------------------- |
| Tales of Fandom Vol.1           | (PS JP 2002)                        |
| Tales of Fandom Vol.2           | (PS2 JP 2007)                       |
| Tales of Eternia Online         | (PC JP 2006)                        |
| Tales of the Tempest            | (DS JP 2006)                        |
| Tales of VS.                    | (PSP JP 2009)                       |
| Tales of the Heroes: Twin Brave | (PSP JP 2012)                       |
| Tales of Link                   | (Android e iOS JP 2014, NA-EU 2016) |
| Tales of the Rays               | (Android e iOS JP 2017)             |

## Aspetti stilistici

### Temi delle trame
Quasi tutti i titoli della serie hanno una propria esclusiva ambientazione, ed è spesso presente una sorta di dualismo nelle popolazioni che porta inevitabilmente a conflitti che influenzano fortemente sia la vita dei protagonisti, sia quella degli antagonisti. Le diversità tra i popoli possono essere legate ad una linea di pensiero, alla razza, o persino al mondo di appartenenza.
In Tales of Symphonia ad esempio troviamo i problemi che legano esseri umani ed elfi, passando per le terribili situazioni sociali dei mezzelfi, nati da un incrocio delle due razze, ma anche un conflitto tra due diversi mondi, due dimensioni in cui il mondo è stato scisso durante un'antichissima guerra.
Tales of Rebirth allo stesso modo riporta le grandi difficoltà che intercorrono tra esseri umani e uomini-bestia (Huma e Gajuma), mentre tutte le vicende di Tales of Destiny sono conseguenze dell'antico conflitto tra terrestri ed eteriani, le due popolazioni che occupavano rispettivamente la superficie terrestre e vaste città fluttuanti nel cielo.
Inoltre, alcuni titoli della serie presentano dei viaggi nel tempo, che mostrano le molte differenze tra le varie epoche o i presenti alternativi in caso di mutamenti del passato.

### Personaggi
Il gruppo, componendosi man mano di persone di ogni genere, razza, mondo di appartenenza, epoca, si ritrova quindi a diventare il portavoce di pace e fratellanza, ed a scontrarsi con degli avversari arrivando infine al climax dell'avventura, la salvezza del mondo (o di più mondi).
Il protagonista è spesso il personaggio più spensierato, ma forse proprio per questo anche il più convinto delle proprie idee. Ogni membro del gruppo però ha la sua storia e le sue sofferenze ancora ben radicate dentro di sé, e nonostante continuino tutti a combattere strenuamente, vengono talvolta assaliti da forti dubbi.
Gli intenti delle varie fazioni infatti non sono mai suddivisi nettamente tra il buono e il malvagio, e anche gli antagonisti, influenzati da eventi passati, cercano di portare alla fine dei conflitti a modo loro. Ma questi metodi comportano spesso l'eradicazione della libertà di pensiero, la reclusione, la totale assistenza (che porta alla dipendenza e ad una vita priva di significato), oppure addirittura lo sterminio di uno dei due popoli.

### Ruoli
L'ambientazione della serie è medievale-fantasy, con combattimenti all'arma bianca, magie e creature immaginarie.
Il ruolo del protagonista è una costante della serie, poiché si tratta sempre di uno spadaccino dallo stile classico, tranne in Tales of Symphonia dove utilizza una tecnica a due spade e in Tales of Xillia dove utilizza i pugni.
I ruoli dei comprimari invece sono molto variabili, e alcuni di questi talvolta non compaiono affatto.
Tra i più fondamentali troviamo gli spadaccini con abilità magiche, i guaritori, e i maghi offensivi. Altri combattenti da prima linea possono utilizzare asce o alabarde, oppure speciali guanti per la lotta corpo a corpo; per l'attacco a distanza è possibile trovare invece arcieri o balestrieri.
Altri possibili ruoli sono ibridi di quelli sopra descritti.

### Elementi
In ogni titolo della serie gli elementi differenziano le varie magie d'attacco, ma in alcuni di essi assumono un ruolo fondamentale, anche grazie ad un gruppo di Spiriti Elementali senzienti che fornisce il proprio potere ai protagonisti.
In Tales of Rebirth ad esempio ogni personaggio possiede una particolare “Forza” legata ad uno degli elementi, che può anche sfruttare per interagire con l'ambiente circostante.
In Tales of Phantasia e in Tales of Symphonia invece è possibile evocare in battaglia i suddetti Spiriti.
Gli elementi presi in considerazione nella serie sono: Fuoco, Acqua, Vento, Terra, Elettricità, Ghiaccio, Luce, Oscurità.

## Aspetti del gameplay

### Sistema di combattimento
La serie adotta un sistema di combattimento in tempo reale, spiccatamente "action", e quindi molto diverso da quello "a turni" che caratterizza la maggior parte dei videogiochi di ruolo.
In campo vengono posti 4 personaggi contemporaneamente, di cui solo uno è sotto la guida del giocatore principale, mentre gli altri agiscono automaticamente (o sono guidati da altri giocatori, se la console utilizzata lo permette). Le azioni automatiche dei personaggi possono essere impostate a piacimento, descrivendo per ognuno di essi le priorità e i metodi di movimento ed attacco secondo certi canoni.
I personaggi possono eseguire combo di colpi normali direzionando ognuno di essi, difendersi, lanciare incantesimi oppure esibirsi in tecniche speciali solitarie o combinate.
Inizialmente veniva sempre inquadrata l'intera area di gioco, mentre da Tales of Destiny 2 in poi è subentrata la tecnica dello zoom che stringe sull'azione del personaggio principale man mano che questo si avvicina agli avversari.
Il sistema di movimento è l'aspetto che più caratterizza i vari titoli della serie, poiché quasi tutti adottano un tipo diverso. Nei primi capitoli in 2D esisteva un solo asse orizzontale lungo cui muoversi, da cui il nome Linear Motion Battle System, che è stato poi espanso con molte altre varianti, tra cui sono rilevanti i 3 diversi assi orizzontali di Tales of Rebirth, e gli assi multipli nei successivi episodi in 3D in cui l'asse utilizzato dipende dall'avversario scelto come bersaglio.
Inoltre alcune varianti permettono anche combattimenti aerei, e altre utilizzano il sistema "free run" che mantiene il solito legame con l'asse solo in fase d'attacco, consentendo invece il movimento libero per il resto del tempo.

### Tecniche
Ogni personaggio possiede delle tecniche speciali, il cui uso consuma gli appositi Technical Points (TP).
Le tecniche si dividono principalmente in tre tipologie: combo di attacchi fisici, magie d'attacco e magie di supporto.
Nella maggior parte dei casi ogni personaggio possiede delle tecniche esclusive, non utilizzabili da altri.
È possibile utilizzarle assegnando 4 di esse alle varie direzioni (alto, basso, laterale e neutro).
Le tecniche più micidiali sono le Hi-Ougi, spesso molto spettacolari e letali, che in alcuni episodi sono presenti anche in versione combinata tra due personaggi.

## Sviluppo

### Team
Lo sviluppo dei vari capitoli della serie ha una natura controversa, poiché i team che se ne sono occupati sono più di uno, e alcuni sono esterni all'azienda produttrice.
Il primo episodio fu sviluppato dal Wolf Team facente parte di Telenet Japan, che in seguito è diventato indipendente e infine è stato arruolato da Namco sotto il nome di Namco Tales Studio.
Dalla pubblicazione di Tales of Destiny 2 i team interni al Namco Tales Studio sono diventati due, e vengono spesso soprannominati dai fan con il nome dei loro primi lavori.
Il “Team Destiny” è il responsabile di Tales of Destiny 2, Tales of Rebirth, Tales of Destiny (remake PS2). Il “Team Symphonia” invece ha curato Tales of Symphonia e Tales of the Abyss.
Successivamente, i due team di sviluppo sono stati ulteriormente suddivisi per le ultime produzioni tra cui Tales of Vesperia, Tales of Symphonia: Dawn of the New World e Tales of Hearts.
Un gruppo interno di Namco non facente parte del Namco Tales Studio di nome Team MelFes ha prodotto Tales of Legendia, del quale anche la composizione delle musiche e il design dei personaggi sono ad opera di artisti del tutto esterni alla serie.
I gruppi esterni sono invece Dimps Corporation che è stato a capo di Tales of the Tempest e Alfa System che ha sviluppato Tales of Innocence (oltre ad aver curato anche la serie dei Tales of the World).

### Grafica
L'aspetto visivo dei Tales of è sempre in stile anime, ovvero poco realistico e del tutto somigliante ad un tipico cartone animato giapponese. Quando la tecnologia ha permesso di passare al 3D, per mantenere lo stesso stile è stata utilizzata la tecnica del cel-shading.
I filmati di apertura e di intermezzo sono curati dallo studio di animazione giapponese Production I.G, celebre per la serie di Ghost in the Shell, i lungometraggi di Neon Genesis Evangelion, e numerosissimi altri lavori negli stessi ambiti. A partire da Tales of Xillia, tale incarico è stato affidato allo studio Ufotable.
Il design dei personaggi, per quasi tutti i capitoli della serie, è opera di Mutsumi Inomata e Kōsuke Fujishima.
La prima ha lavorato per Tales of Destiny, Tales of Eternia, Tales of Destiny 2, Tales of Rebirth, Tales of the Tempest, Tales of Innocence, Tales of Hearts, Tales of Graces; il secondo invece per Tales of Phantasia, Tales of Symphonia, Tales of the Abyss, Tales of Vesperia.
Kazuto Nakazawa ha creato invece i personaggi di Tales of Legendia, mentre Daigo Okumura quelli di Tales of Symphonia: Dawn of the New World.

### Musica
Ad eccezione di alcuni capitoli, i compositori principali dell'intera serie sono Motoi Sakuraba e Shinji Tamura.
Motoi Sakuraba è molto famoso per altre sue opere nelle serie di Golden Sun, Star Ocean, Valkyrie Profile e Baten Kaitos.

## Anime e manga
Alcuni degli episodi più apprezzati dal pubblico hanno beneficiato di adattamenti Anime o Manga, di seguito elencati.
| Anime di Tales of | Manga di Tales of |
| --- | --- |
| - Tales of Phantasia: The Animation - Tales of Eternia: The Animation - Tales of Symphonia: The Animation - Tales of the Abyss (Anime) - Tales of Fandom Gaiden - Viva - Tales of! - Tales of Zestiria: The X - Tales of Zestiria: Doushi no Yoake | - Tales of Destiny (manga) - Tales of Symphonia (manga) - Tales of the Abyss (manga) - Tales of Innocence (manga) - Tales of Vesperia (manga) - Tales of Legendia (manga) |